# Kurzkreuz bei Sperberslohe

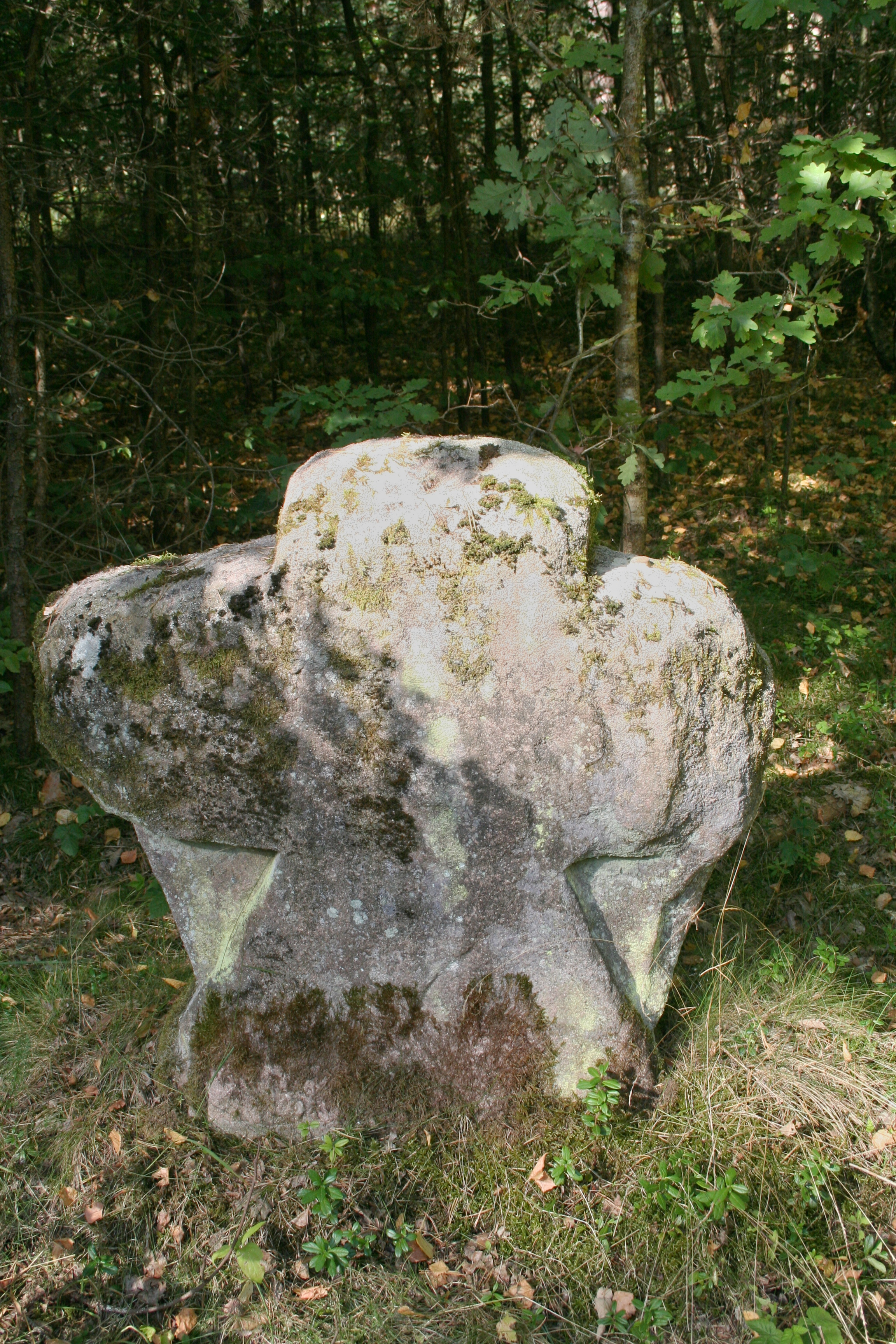
Kurzkreuz bei Sperberslohe

Das Kurzkreuz bei Sperberslohe ist ein historisches Steinkreuz nördlich von Sperberslohe, einem Gemeindeteil des mittelfränkischen Marktes Wendelstein in Bayern.

## Lage
Das Kleindenkmal befindet sich etwa einen Kilometer nördlich von Sperberslohe. Es steht dort etwa 5 Meter westlich eines Radweges der Staatsstraße 2225 zwischen Wendelstein und Sperberslohe, am Waldrand.

## Beschreibung

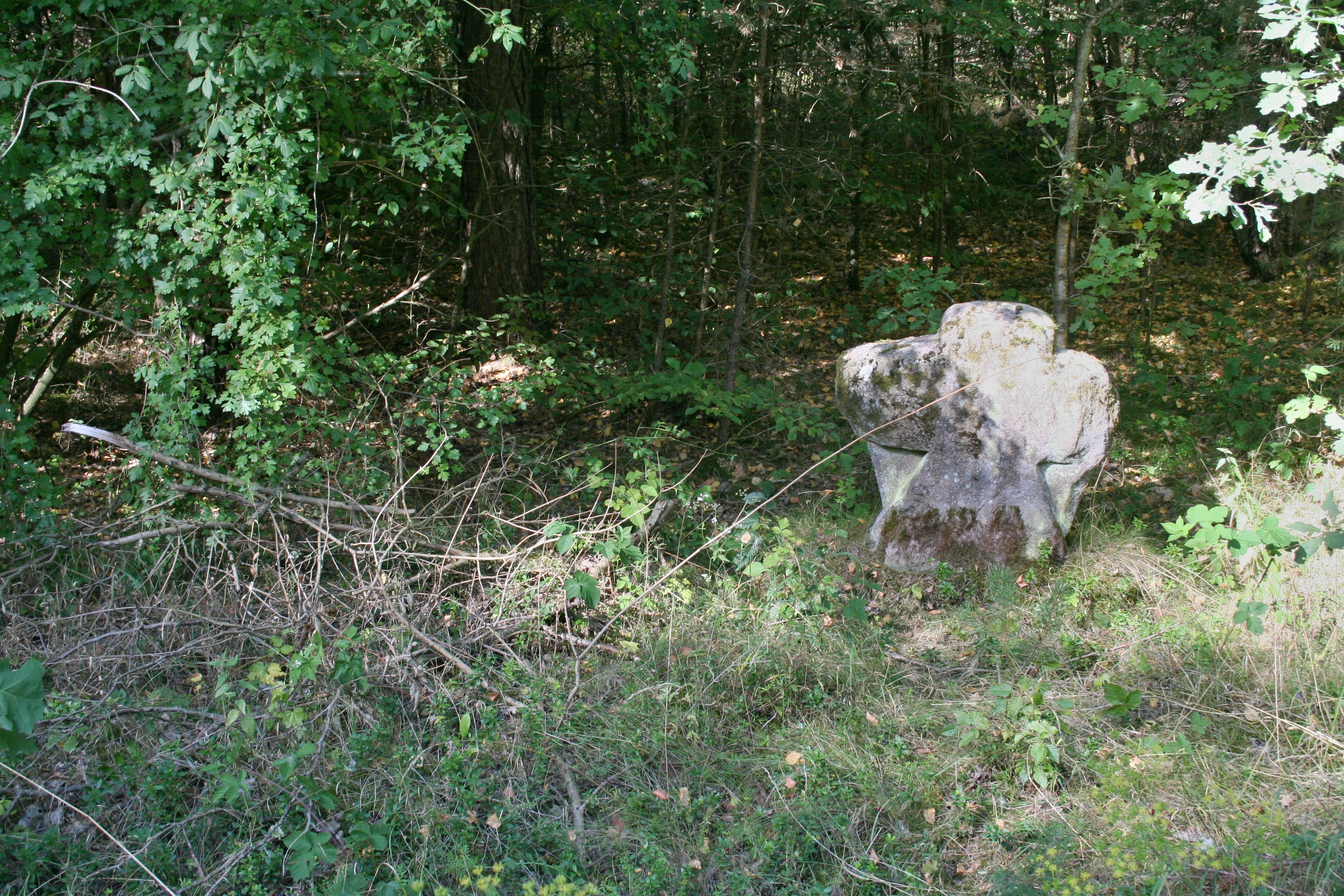
Sicht auf den Standort

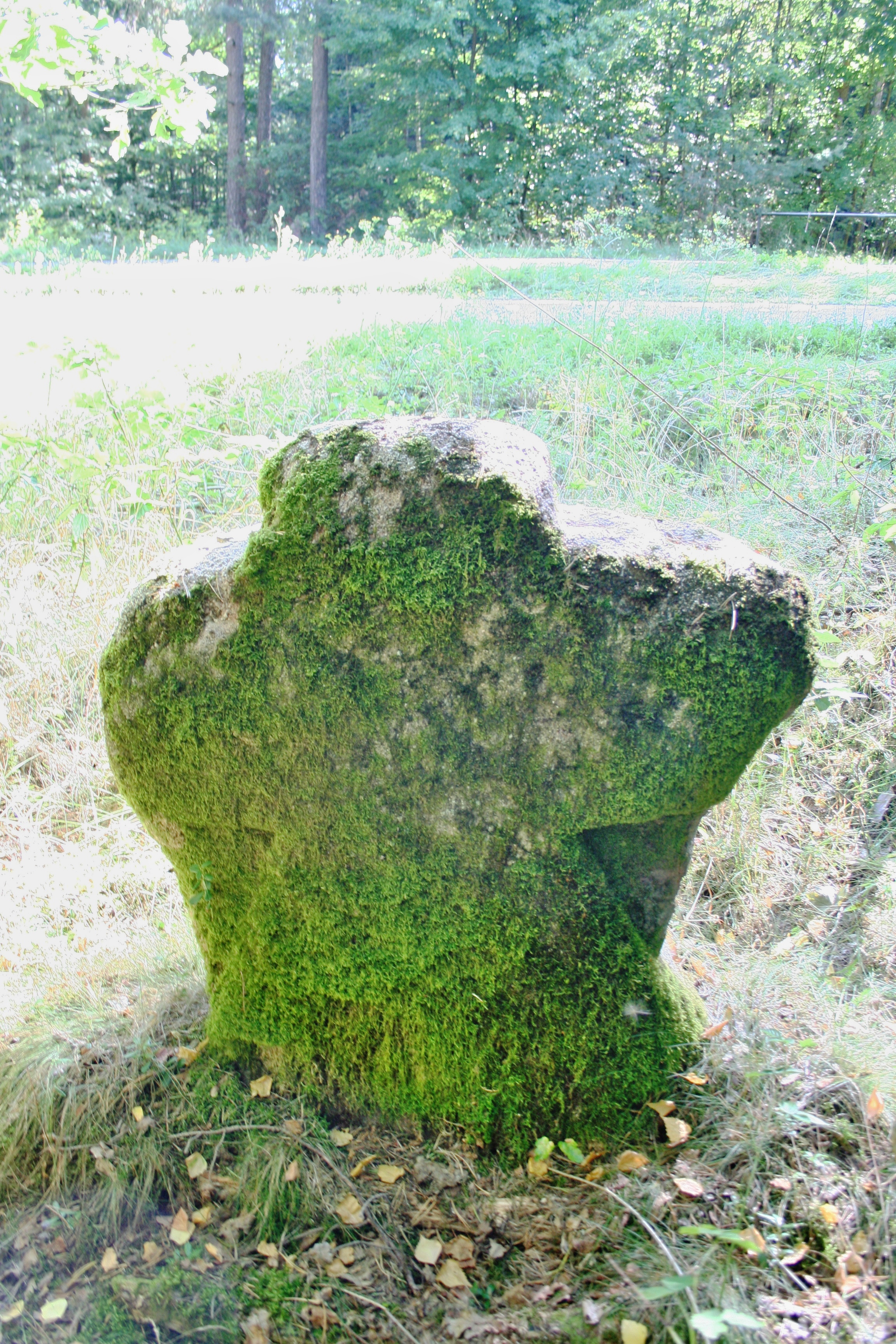
Rückseite

Seinen volkstümlichen Namen Kurzkreuz hat es wahrscheinlich von seiner geringen Größe, dessen geometrische Form an einen Engel erinnert. Das kleine Kreuz besteht aus Sandstein, hat mäßige Verwitterungsspuren und die Abmessungen 85 × 95 × 30 cm. Unter den Querbalken befinden sich große Segmentstützen. Der Schaft verbreitert sich zum Boden hin. Der rechte Arm ist verkürzt. Einritzungen sind (2020) keine mehr erkennbar.

## Geschichte
Bei dem Steinkreuz handelt es sich wohl um ein zeittypisches Unfallkreuz oder Sühnekreuz.
Rudi Buchner, ein Steinkreuzforscher stellte bei seiner Bestandsaufnahme um 1930 folgende eingeritzte Zeichen fest: Eine Pflugschar, eine halbe Wolfsangel (möglicherweise auch ein Schwert) und Pfeilspitzen.
Über den genauen Zeitpunkt, den Grund der Aufstellung und eventuelle Sagen ist nichts bekannt. In historischen Karten aus der Zeit um 1850 ist das Kreuz nicht eingetragen.